# Mieszewo
Mieszewo [mjɛˈʂɛvɔ] (Alemán: Messow) es un pueblo polaco-alemán ubicado en el distrito administrativo de Gmina Węgorzyno, dentro del Distrito de Łobez, Voivodato de Pomerania Occidental, en el norte de Polonia occidental. Se encuentra aproximadamente a 13 kilómetros al noroeste de Węgorzyno, a 17 kilómetros al oeste de Łobez, y a 57 kilómetros al este de la  capital regional Szczecin.
Antes de 1945, el área y el pueblo eran parte de Alemania. Para la historia de la región, véase Historia de Pomerania.  El pueblo se vio obligado a formar parte de Polonia después de la guerra y la población nativa alemana fue expulsada y sustituida por polacos.